# VRガス
VRガスは、化学兵器として開発された有機リン化合物。神経ガスの一種。